# Fontana di Nettuno (Santiago del Cile)

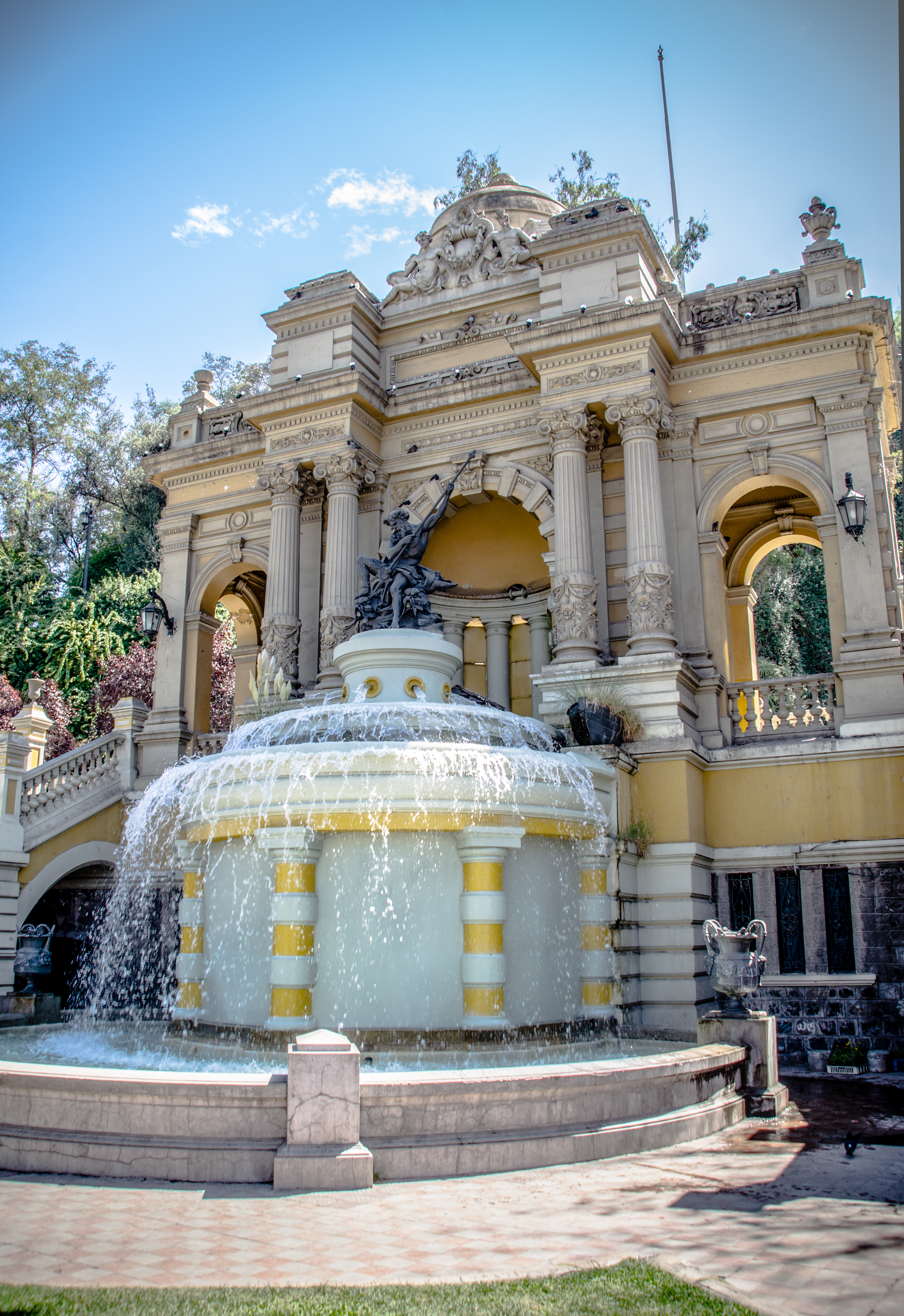
Fontana di Nettuno sulla collina di Santa Lucía

La Fontana di Nettuno è una fontana monumentale ubicata sulla collina di Santa Lucia, a Santiago del Cile. È dedicata al dio romano dei mari, Nettuno.
È stata costruita tra il 1897 e il 1903 come principale decorazione sulla strada di accesso alla collina dall'Alameda (l'Avenida Libertador General Bernardo O'Higgins, la strada principale di Santiago del Cile), come parte delle opere di abbellimento della città. Anni dopo è stata ricollocata nell'ubicazione odierna, durante il primo secolo dell'indipendenza cilena. Il disegno iniziale dell'opera è stato affidato all'architetto francese Victor Henri Villeneuve, per poi essere terminato dal cileno Benjamín Marambio.
Esiste un'altra fontana dedicata al dio Nettuno e alla sposa Anfitrite, di minori dimensioni, che adorna l'ingresso sulla collina dalla strada Merced. Quest'opera è stato donata da Matías Cousiño alla città di Santiago. Entrambe le fontane sono stato restaurate nel 2012 come parte delle opere per il Bicentenario del Cile.

## Iconografia
L'insieme monumentale si trova dentro una terrazza  che ha nel centro la fontana circolare, con la scultura fatta in bronzo del dio Nettuno nella parte più elevata. Nettuno è raffigurato seduto, mentre sostiene un tridente. Ai lati ci sono due scale parallele che collegano un arco del trionfo che, a sua volta, contiene quattro colonne ioniche centrali e diversi ornamenti che ne seguono lo stile architettonico.